# Teodor Dafnopates
Teodor Dafnopates (en llatí Theodorus Daphnopates, en grec Θεόδωρος Δαφνοπάτης) fou un escriptor eclesiàstic romà d'Orient que va viure al segle x. És anomenat patricius i magister i va exercir el càrrec de prôtoasêkrêtis primus a secretis (cap de la cancelleria imperial) a la cort de Constantinoble. Segons Joan Escilitzes va escriure probablement una Història de Bizanci que s'ha perdut.
Dels seus nombrosos escrits teològics se n'han imprès dos:
- Una oració sobre el trasllat d'una relíquia de Sant Joan Baptista des d'Antioquia a Constantinoble el 956. L'any següent, quan es va celebrar l'aniversari d'aquest esdeveniment, Teodor va llegir aquesta oració.
- Apanthismata, extracte de diverses obres de Joan Crisòstom, en trenta-tres capítols.[1]